# Membrillera
Membrillera es un municipio y localidad española de la provincia de Guadalajara, en la comunidad autónoma de Castilla-La Mancha. El término tiene una población de 97 habitantes (INE 2024).

## Geografía
Por el municipio discurre el río Bornova.

## Historia
A mediados del siglo XIX, el lugar contaba con una población censada de 466 habitantes. La localidad aparece descrita en el undécimo volumen del Diccionario geográfico-estadístico-histórico de España y sus posesiones de Ultramar de Pascual Madoz de la siguiente manera:

MEMBRILLERA: l con ayunt. en la prov. de Guadalajara (6 leg.), part. jud. de Tamajon (4 1/2), aud. terr. de Madrid (16), c. g. de Castilla la Nueva, dióc. de Sigüenza (6). sit. en una pequeña ladera resguardado de los vientos del E.; las enfermedades mas comunes son fiebres intermitentes y pulmonías: tiene 140 casas; la consistorial con cárcel, escuela de instruccion primaria frecuentada por 40 alumnos, á cargo de un maestro dotado con 1,100 rs y una corta retribucion de cada uno de los discípulos; una fuente de buenas aguas, que aprovecha el vecindario para beber y demás necesidades domésticas; una igl. parr. (Sta. María la Blanca), servida por un cura y un sacristan; un cementerio situado al SE. de la pobl. como á 400 varas de la misma, unido á una ermita (La Soledad), que le sirve de capilla. térm. confina N. San Andrés del Congosto; E. Castilblanco y Jadraque; S. Carrascosa de llenares, y O. Cogolludo; dentro de el se encuentran los desp. de San Pedro, Castrillo y Condemios. El terreno fertilizado por el riach. Bornoa y 3 arroyos que brotan dentro de la jurisd., es de regular calidad; comprende los montes tallares poblados de roble, y una dehesa boyal de 400 fan. de cabida. caminos: los locales y los que dirigen á Jadraque y Cogolludo. correos: se recibe y despacha en la adm. de Jadraque, por un baljero: prod.: trigo, cebada, centeno, avena, garbanzos, judías, vino, patatas, frutas, melones y verduras, leñas de combustible y carboneo y yerbas de pasto, con las que se mantiene ganado lanar y cabrio y las yuntas necesarias para la agricultura; hay caza de conejos, liebres y perdices y pesca de barbos y algunas anguilas. ind.: la agrícola, 2 molinos harineros, y el carboneo cuando se permiten cortas en los montes. comercio: esportacion del sobrante de frutos y ganados á los mercados de Cogolludo y Jadraque, é importacion de los art. que faltan; hay una pequeña tienda en la que se venden algunas telas. pobl.: 111 vec., 466 alm. cap. prod. 1.615,280 rs. imp.: 145,375 contr. 10,115. presupuesto municipal, 3.000 rs.
(Madoz, 1848, p. 367)

## Demografía
Membrillera cuenta con una población de 97 habitantes (INE 2024).
| Gráfica de evolución demográfica de Membrillera entre 1842 y 2021                                                   |
| |
| Población de derecho según los censos de población del INE Población de hecho según los censos de población del INE |